# 찰리 웨브
찰리 웨브(Charley Webb, 1988년 2월 26일 ~ )는 잉글랜드의 배우이다.